# Источнохерцеговачки дијалекат
Источнохерцеговачки дијалекат је млађи штокавски дијалекат српског језика ијекавског изговора. Њиме се говори у источној Херцеговини (југоисточна Босна и Херцеговина и западна Црна Гора), западној Србији, као и у Хрватској. У Хрватској источнохерцеговачки дијалекат је матерњи говор готово свим Србима, као и осталим националностима у пределима са изразито јаким српским миграцијама, (Војна крајина, делом Славонија и дубровачко приморје). Овом дијалекту припада и већина штокавских говора Босне. Простире се на запад све до чакавског и кајкавског наречја (понегде чак и до Словеније), а на север до границе са Мађарском. У Хрватској, Босни и Херцеговини, Србији и Црној Гори, без обзира на званично присутне разлике међу овим језицима, овај дијалекат се користи као стандард у сва четири новонастала језика због своје највеће распрострањености и напредности у односу на све остале дијалекте који су опстали растакањем српскохрватског језика.
Дубровачки говор, чији је дубровачка и бококоторска књижевност, је источнохерцеговачки субдијалект.

## Особине
Међу важније особине источнохерцеговачког дијалекта спада новоштокавска акцентуација, развијена нова деклинација (са наставком -а за генитив множине и са једним обликом за датив, инструментал и локатив множине). Слово јат је замењено са ије и је (пјесма, вјера, млијеко, дијете), али и са е (брегови, од бријег) и и (волио од вољети). Углавном је раширено јекавско јотовање, али се оно у говору старог Дубровника и Бошњака по градовима не налази: дјевојка и тјерати. У највећем делу дијалекта нема гласа х, али се среће у неким крајевима Црне Горе, у Дубровнику и у говору бошњачког становништва по градовима: љеб и хљеб, рана и храна, раст и храст. Група ао сажима се најчешће у о: пјевао > пјево. Завршетак инфинитива је на -ти и -ћи, али су врло чести и облици крњег инфинитива на-т и -ћ. У овом дијалекту се чува аорист, док се имперфекат налази само у јужнијим и источнијим говорима, а идући на север се губи.

## Основица стандардних језика
Овај млађи штокавски дијалекат ијекавског изговора, који је још од краја 15. и почетка 16. века у Дубровнику био, делимично, основа дубровачког књижевног језика, и на коме је писана разноврсна народна књижевност, заслугом Вука Караџића, његових присталица и хрватских илираца, у току 19. века постао је основа заједничког књижевног српскохрватског језика, односно српског и хрватског језика и, касније, заједно са неким другим босанским и црногорским дијалектима, бошњачког стандарда и нестандардизованог црногорског језика.